# Koliszowy
Koliszowy – wieś sołecka w Polsce położona w województwie świętokrzyskim, w powiecie koneckim, w gminie Ruda Maleniecka.
Prywatna wieś szlachecka, położona była w drugiej połowie XVI wieku w powiecie opoczyńskim województwa sandomierskiego. W latach 1975–1998 miejscowość administracyjnie należała do województwa kieleckiego.
Miejscowość położona w pobliżu drogi krajowej nr 74, przy drodze powiatowej (i odchodzących od niej ulicach) łączącej ją z Dębą. Otoczona przez lasy; w pobliżu także stawy hodowlane (kompleks stawów Czapla oraz staw Śluza). Do sąsiedniego Maleńca można dostać się leśną drogą biegnącą obok stawów hodowlanych i koryta rzeki Czarnej.
W pobliżu miejscowości udokumentowano zasoby piasków (ok. 1346 tys. ton; obecnie są eksploatowane). Przez miejscowość przebiega niebieski szlak rowerowy Żarnów – Antoniów (74 km dług.) oraz ścieżka edukacyjno-turystyczna gminy Ruda Maleniecka. Zaplecze turystyczne stanowi, znajdujący się przy drodze krajowej, motel wraz z parkingiem, barem i stacją paliw.
Wierni Kościoła rzymskokatolickiego należą do parafii św. Anny w Bedlnie.

## Części wsi
| SIMC    | Nazwa  | Rodzaj    |
| ------- | ------ | --------- |
| 0266382 | Piasek | część wsi |
| 0266399 | Połać  | część wsi |
| 0266407 | Praga  | część wsi |

## Historia miejscowości
Nazwa wsi pochodzi od staropolskiej nazwy osobowej Kolisz. Pierwsze wzmianki o miejscowości pochodzą z XIV w., w źródłach spotyka się następujące zapisy nazwy: Koliszowa (1401), Colischowy (1411), Kolischowy, Kolyschowy (1508), Colischewy (ok. 1520), Kolyschowi (1577).
Wieś stanowiła własność prywatną – folwark rycerski. Pierwsza wzmianki o Koliszowach zawierają informacje, które mogą być wzajemnie sprzeczne. Paprocki przytacza przywilej Kazimierza Wielkiego, w którym dobra Chlewickich (w tym między innymi Koliszowy - „Colissony” w tekście łacińskim) zostają obdarzone prawem niemieckim. Boniecki zaś podaje, że w 1451 r. Koliszowy zostają obdarzone prawem niemieckim przez króla Kazimierza Jagiellończyka. Dzieje się tak w wyniku prośby właścicielki tej wsi (oraz m.in. Miedznej) – Anny (nazwisko rodowe nieznane), żony Jana Dunin-Krajewskiego (przydomek „Primus”) herbu Łabędź. 
W 1401 pojawia się jako należąca do Jakuba i Sławka Szydłowieckich (pierwsi Odrowążowie, którzy tak się podpisywali) w dokumencie erygowania parafii i kościoła pod wezwaniem św. Zygmunta w Szydłowcu. Koliszowy są wymienione jako jedna z pięciu wsi, z których wolne dziesięciny przeznaczone są na uposażenie tego kościoła. O wsi wspomina także Jan Długosz, przy czym traktuje (błędnie) Dębę jako inną nazwę Koliszów ("Colischowa alias Damba") a jako właściciela podaje Strzembosza herbu Wieniawa. W XVI-XVIII w. wieś wchodziła w skład dóbr (wraz z m.in. Bedlnem, Trzemeszną, Wierzchowiskiem) należących do rodziny Bedlińskich (Bedleńskich) herbu Leliwa osiadłych w Bedlnie (w roku 1508 jako własność Jana Bedleńskiego i Jadwigi Sąndzyna, w 1721 połowę Koliszów posiadała Teresa z Bedlińskich Kożuchowska) W 1782 r. połowa wsi Koliszowy została zakupiona przez Jacka Jezierskiego, kasztelana łukowskiego i twórcę kompleksu przemysłowego (m.in. zakłady w Maleńcu) od Franciszka Prażmowskiego, kasztelana zakroczymskiego. Do Prażmowskiego należały również wsie Maleniec, Dęba i Grębenice, także sprzedane w tej transakcji. Po kilkunastu latach Jezierski sprzedaje swoje dobra (zwane wtedy Cieklińskimi lub Państwem Cieklińskim) księciu Jerzemu Karolowi de Hessen Darmstadt. Koliszowy wchodziły w skład klucza malenieckiego, wraz z Maleńcem, Grębenicami i Dębą. Nowy właściciel przebywał na stałe w Meklemburgii a w jego imieniu dobrami zarządzają pełnomocnicy. Poszczególne miejscowości, pojedyncze zakłady przemysłowe, czy nawet karczmy były wynajmowane. Wedle informacji z 1825 r. Koliszowy, jak i większość terenu Dóbr Cieklińskich, były wydzierżawione niejakiemu Stanisławowi Bogusławskiemu. Koliszowy są wtedy wsią folwarczną.
Niektórzy mieszkańcy znajdowali zatrudnienie jako przewoźnicy rudy żelaza wydobywanej pod Żarnowem do Kołońca, gdzie wytapiano surówkę transportowaną następnie furmankami do zakładu w Maleńcu.
W okresie międzywojennym powstała jednostka Ochotniczej Straży Pożarnej (1932) oraz Szkoła Podstawowa (1925). Działa tu placówka Obozu Wielkiej Polski (10 członków) – jedna z trzech na terenie gminy. 
W czasie okupacji działalność konspiracyjna rozpoczyna się już jesienią 1939 r. Niepełna lista konspiratorów i żołnierzy placówki ZWZ-AK Ruda Maleniecka wymienia wśród mieszkańców Koliszów 5 osób, w tym kierownika szkoły Tadeusza Skowrona pełniącego także funkcję szefa sanitarnego podobwodu „San” Sworzyce oraz szefa wywiadu podobwodu Antoniego Pękalę ps. „Bohusz”. W listopadzie 1943 r. doszło w pobliżu Koliszów do zasadzki oddziału Kedywu na oddział NSZ Józefa Wyrwy („Stary”, „Furgalski”) spowodowanej pogłoską o rzekomej współpracy Wyrwy z szefem żandarmerii z Radoszyc. W wyniku akcji zginął jeden partyzant NSZ a kolejnych dwu, wziętych do niewoli, skazano na śmierć i wykonano wyrok. Komendant obwodu Kedywu, dowodzący akcją przeciwko zgrupowaniu „Starego” został odwołany.
W danych Państwowego Muzeum w Oświęcimiu znaleźć można jedno nazwisko urodzonego w Koliszowach, który zginął w obozie koncentracyjnym.

## Urodzeni w Koliszowach
Wincenty Malinowski (19.01.1900 - 19.12.1982) - ksiądz katolicki, harcmistrz, więziony przez Niemców za prowadzenie tajnego nauczania w obozach koncentracyjnych Sachsenhausen i Dachau, w latach 1947-1982 proboszcz w Józefowie